# Marnate
Marnate (Marnàa in dialetto locale) è un comune italiano di 8 150 abitanti della provincia di Varese in Lombardia. 

## Geografia fisica
Marnate è uno dei paesi della Valle Olona; si estende su un territorio pianeggiante che sovrasta la valle del fiume, posto ad ovest, sale leggermente in collina verso est, dove si trova la frazione di Nizzolina, con l'area industriale e la parte boschiva.
Confina a nord con Gorla Minore, ad ovest con Olgiate Olona, a sud con Castellanza, infine ad est con Rescaldina (MI).

## Origini del nome
Sull'origine del toponimo esistono diverse interpretazioni: c'è chi lo lega ad un personaggio di nome "Marino", uno dei primi abitatori del territorio, da lui detto Marinate e quindi Marnate. Altri invece lo riferiscono a "marna", calcare di origine argillosa usato per correggere i terreni, al fine di renderli più produttivi. Vi è poi chi lo collega a "Marna" come luogo di deposito delle vettovaglie destinate alle legioni romane dislocate nella Gallia Cisalpina.

## Storia
I primi abitanti della zona di Marnate furono tribù liguri: ancora oggi si nota, infatti, una certa affinità fra alcuni vocaboli dialettali e la parlata ligure. Sopravvenute nuove migrazioni da nord e da ovest e diffusasi l'agricoltura il fiume divenne la via più facile per gli scambi con le tribù vicine.
Al tempo dei romani a Marnate sorgeva un porto fluviale militare  l'Olona costituiva un importante tramite di comunicazione con le Gallie. Nel 1972, nella zona ai piedi della collina di Nizzolina alta, si rinvennero interessanti reperti archeologici, che stavano ad indicare la presenza di un piccolo cimitero risalente al 300 a.C.
Il primo documento nel quale compare il nome di Marnate è una lapide del 1072, ora conservata nel Civico museo archeologico di Milano. Marnate compare inoltre (con il suo antico nome Marna) in un affresco all'interno del Palazzo Apostolico in Città del Vaticano, affresco che raffigura molto dettagliatamente tutti i centri abitati della penisola italiana del seicento.
Nel 1176 l'imperatore Federico Barbarossa, rimasto ferito dopo la battaglia sul Ticino e passato in Valle Olona, si fermò a Marnate a ricevere i primi soccorsi. Nel 1630 anche questo paese fu colpito dalla peste e per l'occasione venne costruito il lazzaretto, proprio in valle.

### Simboli
Lo stemma è stato concesso con regio decreto dell'8 aprile 1929 e raffigura in campo d'argento, una torre di rosso, merlata alla ghibellina e fondata sulla pianura erbosa caricata di una fascia ondata di azzurro. 
Il gonfalone è un drappo partito di bianco e di rosso.

## Monumenti e luoghi d'interesse
La chiesa parrocchiale di Sant'Ilario sorse inizialmente come cappella del cimitero. Nel '500 venne allungata ed allargata: pur restando all'interno del cimitero, serviva tutta la comunità. San Carlo, nella sua visita pastorale stabilì che si effettuassero degli interventi, per darle maggiore solidità. Ulteriori lavori furono intrapresi nel 1902 e terminati nel 1914: secondo le necessità, venne di nuovo allungata su disegno dell'architetto locale Camillo Crespi Balbi, che l'arricchì anche di una leggiadra facciata e di uno svettante campanile al centro della facciata stessa, particolare piuttosto raro nella costruzione delle chiese.
Questo elemento richiama alla Francia, terra d'origine di Sant'Ilario.
Degni di menzione sono un affresco raffigurante il protettore S. Ilario, l'altare del 1700 e l'organo dei Carrera del 1770.
La chiesa della Madonna, o S. Maria in Piazza, originariamente faceva parte delle opere di difesa del porto fluviale e della strada per le Gallie; dopo venne trasformata in luogo di culto dedicato a S. Pietro ed alla Madonna.
A Nizzolina, nel lazzaretto, venne ricavata la chiesetta di Santa Maria Nascente, detta più comunemente San Sebastiano, la cui facciata è stata realizzata anch'essa dall'architetto Crespi Balbi. Nel 1983 venne aperto al culto un nuovo tempio al centro dell'abitato, opera dell'architetto Glauco Marchegiani, che ha creato pure le strutture parrocchiali. Nel luglio 1986 fu istituita la parrocchia di S. Maria Nascente, con territorio smembrato dalla parrocchia di Sant'Ilario. 
Nei pressi del fiume Olona, vicino al confine con i comuni di Gorla Minore e Olgiate Olona è ancora visibile un bunker risalente alla seconda guerra mondiale, edificato nel 1944, ora monumento cittadino.

## Società

### Evoluzione demografica
- 400 ab. nel 1751
- 498 ab. nel 1805
- annessione a Olgiate Olona nel 1809
- annessione a Gorla Minore nel 1811
- 698 ab. nel 1853
- 721 ab. nel 1859

Abitanti censiti

## Geografia antropica

### Frazioni

#### Nizzolina
La frazione di Nizzolina, annessa nel 1866, dista dal centro di Marnate circa 2 km. Il toponimo, detto in dialetto "Nisciuina", deriva dal nome dell'albero della nocciola, "niscioa". Nel '600 era un piccolo feudo costituito da 11 famiglie, di proprietà di Giovanni Battista Cottica, a cui subentrò in seguito Giovanni Daverio. Sotto Napoleone anche questo feudo cessò di esistere.

## Infrastrutture e trasporti

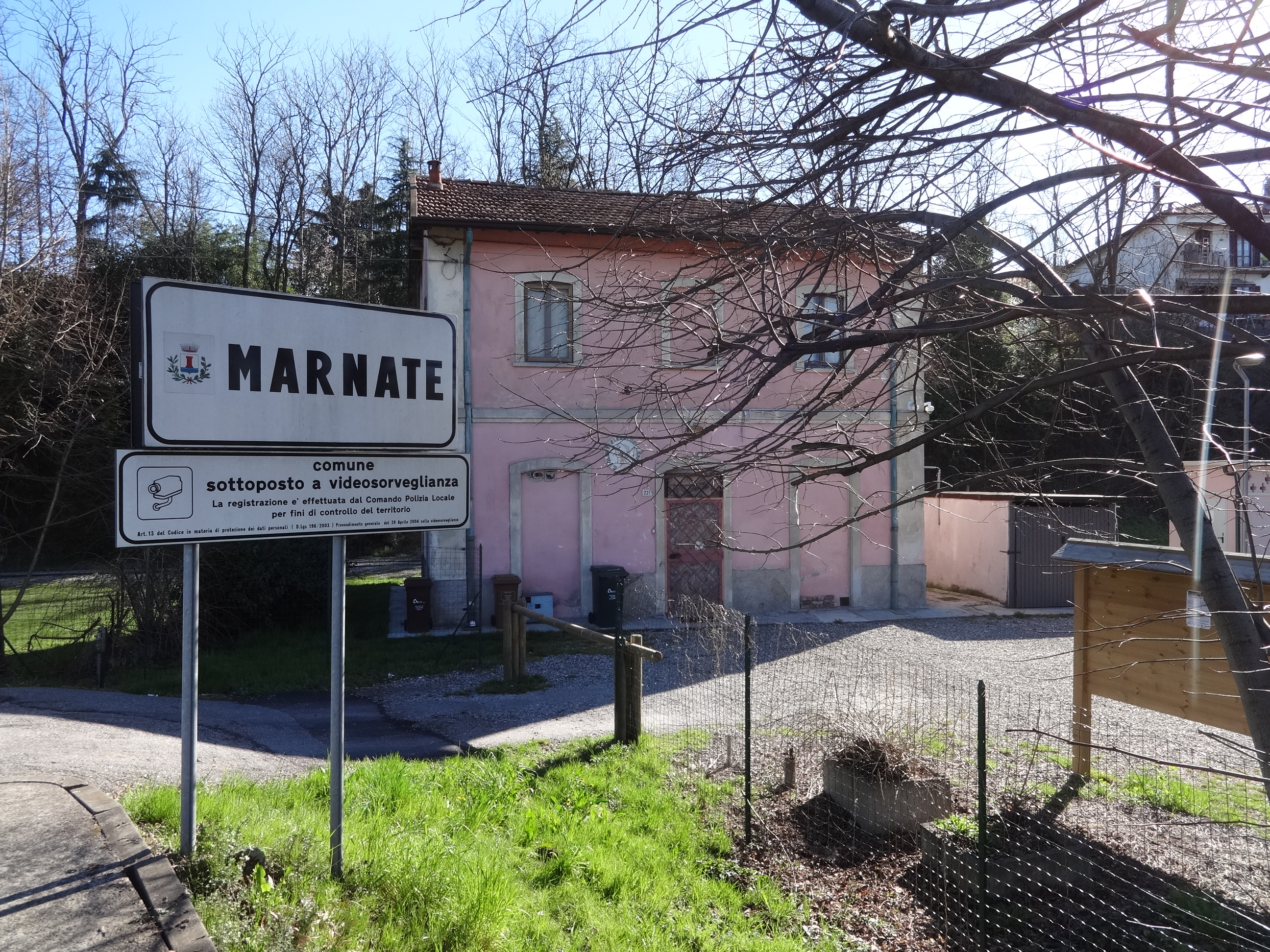
L'ex fabbricato di stazione

La stazione di Marnate-Olgiate Olona, attivata nel 1904, era posto lungo la ferrovia di Valmorea; privata del traffico passeggeri nel 1952, fu soppressa definitivamente nel 1977 assieme all'intera linea.

## Amministrazione
| Periodo       | Periodo    | Primo cittadino        | Partito                                | Carica  | Note |
| ------------- | ---------- | ---------------------- | -------------------------------------- | ------- | ---- |
| 7 luglio 1945 | marzo 1946 | Lojacono Liborio       |                                        | Sindaco |      |
| 1946          | 1951       | Landini Luigi          |                                        | Sindaco |      |
| 1951          | 1964       | Frontini Angelo        |                                        | Sindaco |      |
| 1964          | 1975       | Galli Gian Mario       |                                        | Sindaco |      |
| 1975          | 1985       | Colombo Genesio        |                                        | Sindaco |      |
| 1985          | 2004       | Chierichetti Carlo     |                                        | Sindaco |      |
| 2004          | 2014       | Cerana Celestino       |                                        | Sindaco |      |
| 2014          | 2019       | Scazzosi Marco         |                                        | Sindaco |      |
| 2019          | 2024       | Galli Maria Elisabetta |                                        | Sindaco |      |
| 2024          |            | Scazzosi Marco         | Lista civica SìAmo Marnate e Nizzolina | Sindaco |      |

## Sport
A livello storico, la società calcistica locale era l'Unione Calcio Marnate Nizzolina, che nel 2015 si fuse con la Robur Saronno. Le subentrò il Marnate Nizzolina Accademia Calcio, che a sua volta nel 2021 si fuse col Gorla Maggiore Calcio dando luogo al Marnate Gorla. Nessuna società calcistica marnatese si è mai spinta oltre i campionati dilettanistici locali.
Tra gli altri sport, Marnate è rappresentata nella pallacanestro dalla Marnatese Basket, nelle arti marziali dal Fusion Team (focalizzata sulla kickboxing) e nel pattinaggio a rotelle dalla New Stars Skating. Anche queste società sono a carattere dilettantistico.